# Булюбаши
Булюбаш — старинный малороссийский дворянский род.
Известные носители:
- Булюбаш, Александр Петрович (1832–1889) — российский государственный деятель.
- Булюбаш, Евгений Григорьевич (1873—1967) — генерал-майор, участник Первой мировой войны.
- Булюбаш, Владимир Иванович (1866—1926) — русский офицер и общественный деятель, член II Государственной думы от Полтавской губернии.